# Cloniophorus angelae
Cloniophorus angelae es una especie de escarabajo longicornio del género Cloniophorus, tribu Callichromatini, subfamilia Cerambycinae. Fue descrita científicamente por Juhel en 2016.

## Descripción
Mide 10-12 milímetros de longitud.

## Distribución
Se distribuye por el Congo.